# 1129 Neujmina
1129 Neujmina är en asteroid i huvudbältet som upptäcktes den 8 augusti 1929 av den ryska astronomen Prackovja Parchomenko vid Simeizobservatoriet på Krim. Dess preliminära beteckning var 1929 PH. Den fick senare namn efter Grigorij Neujmin, astronom vid Simeis- och Pulkovo-observatorierna, som upptäckte sju kometer och mer än 70 asteroider.
Den tillhör asteroidgruppen Eos.
Neujminas senaste periheliepassage skedde den 11 mars 2025. Fotometriska observationer 2008 har gett vid handen att asteroiden har en rotationstid på 5,089 ± 0,004 timmar, med en variation i ljusstyrka av 0,29 ± 0,02 magnituder.